# NGC 6927
NGC 6927 este o galaxie situată în constelația Delfinul. A fost descoperită în 15 august 1863 de către Albert Marth.